# ЗСУ-37

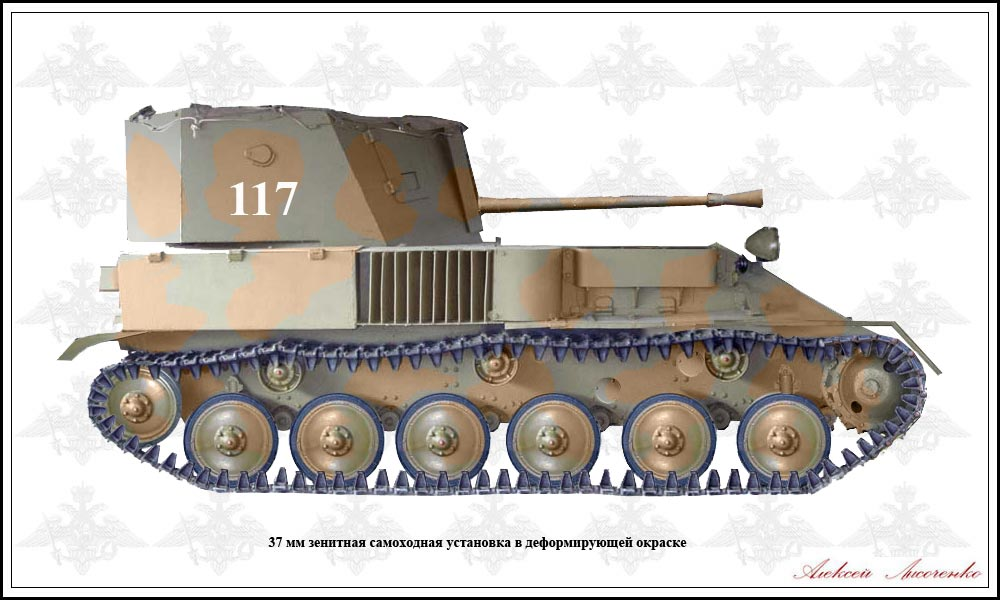
37-ми миллиметровая зенитная самоходная установка (ЗСУ-37) в деформирующей окраске, рисунок Алексея Лисоченко.

ЗСУ-37, Зенитная самоходная установка — 37 миллиметров — боевая машина, лёгкая советская самоходно-артиллерийская установка (САУ), относящаяся к классу зенитных самоходных установок (ЗСУ), для вооружения формирований бронетанковых и механизированных войск РККА. 

## История
В связи с потерей, по различным причинам, в начальный период Великой Отечественной войны большого количества ЗСУ на базе ГАЗ-АА («полуторки»), 29К и других, руководство ВС Союза ССР понимая важность ЗСУ для защиты формирований РККА от авиации противника на марше и в бою, разрешило оборонной промышленности проводить эксперименты с установкой на шасси автомобилей и танков различных средств ПВО (пулемётов и пушек), например ЗИС-43, СУ-11. В ноябре 1943 года, ГБТУ и ГАУ РККА было выдано задание спроектировать и создать на базе лёгких танков ЗСУ, для эффективного подавления действий авиации противника, конструкторским бюро (КБ) заводов № 38 и № 40. В другом источнике указаны конструкторское бюро Мытищинского машиностроительного завода и специалисты КБ завода № 1 (Горьковского автомобильного).
Боевые машины (БМ) этой марки серийно выпускались на Мытищинском машиностроительном и Горьковском автомобильном заводах с 1945 года. До окончания Великой Отечественной войны на заводе № 40 было построено 12 зенитных самоходок (по 4 единицы в феврале, марте и апреле). Базой для ЗСУ-37 послужила лёгкая САУ СУ-76М. О дальнейшем производстве ЗСУ-37 практически ничего не известно. Вероятнее всего выпуск возобновился только в 1946 году.
ЗСУ-37 была первой серийной советской бронированной зенитной самоходной установкой на гусеничном шасси, идеально подходящей для защиты от атак с воздуха мобильных подразделений. Главным оружием боевой машины была 37-мм зенитная пушка 61-К, установленная в башне с круговым вращением. Зенитная самоходка также оснащалась дальномером и радиостанцией 10РК-12М (10РТ-3).
Экипаж (расчёт) БМ состоял из шести человек (командира, механика-водителя, дальномерщика-наводчика по азимуту, дальномерщика-наводчика по углу возвышения, заряжающего, стрелка-радиста).
На сегодняшний день ни одна ЗСУ-37 не сохранилась на фото показана СУ-11.

## В массовой культуре
Так как ЗСУ-37 в реальных боях Второй мировой войны участия не принимала, то в компьютерных играх её можно встретить нечасто.
ЗСУ-37 можно увидеть в следующих компьютерных играх:
- в отечественной «Ил-2 Штурмовик»;
- в отечественной RTS «Sudden Strike: The Last Stand»;
- в отечественной RTS «Блицкриг II»;
- в отечественной RTS «В тылу врага 2: Братья по оружию»;
- в отечественной RTS «В тылу врага 2: Лис пустыни»;
- в отечественной RTS «В тылу врага 2: Штурм»;
- в венгерской RTS «War Front: Turning Point»;
- во французской RTS «R.U.S.E»;
- в отечественной MMO «War Thunder».

Отражение тактико-технических характеристик бронетехники и особенностей её применения в бою во многих компьютерных играх далеко от реальности.